# 小堀政寧
小堀 政寧（こぼり まさただ）は、江戸時代中期の近江国小室藩の世嗣。通称は大膳。

## 略歴
小室藩5代藩主・小堀政峯の三男として誕生。正室は本荘藩主・六郷政晴の娘。
早世した兄・政養に代わり小室藩嫡子となったが、兄同様家督を継ぐことなく寛保2年（1742年）に26歳で早世した。法名は俊巌宗逸靈雲院。
代わって分家の出身で甥にあたる正寿が嫡子となった。